# 小山松吉
小山 松吉（こやま まつきち、1869年11月1日（明治2年9月28日） - 1948年（昭和23年）3月27日）は、日本の法学者、司法官僚、政治家。学位は法学博士。検事総長、司法大臣、貴族院勅選議員、法政大学総長を歴任。茨城県出身者では初の国務大臣である。 

## 来歴
水戸の米穀商・高瀬儀平次の三男として生まれ、15歳で岡山県士族・小山高光の養子となる。二松学舎の学僕（学費免除の住み込み学生）を経て、獨逸学協会学校（現在の獨協大学）専修科を卒業し、法曹会雑誌編集委員、内田康哉内閣総理大臣臨時代理の奏請により懲戒裁判所検事、大審院検事などを経て1924年（大正13年）に検事総長となり、1932年（昭和7年）に齋藤内閣の司法大臣に就任するまでの8年間これを勤めた。
司法大臣退任を目前に控えた1934年（昭和9年）7月3日には貴族院勅選議員に勅任され、無所属倶楽部に所属し1947年（昭和22年）5月2日の貴族院廃止までつとめている。また同じ年には小山の収賄行為を証言した者が逆に偽証罪で有罪となったいわゆる「お鯉事件」が起きている。
小山は初期の社会主義運動取締りの指揮にあたった。東京控訴院検事時代には捜査主任として小原直や武富済らと大逆事件の第一線に立ち、大規模テロ事件の全貌解明と再発防止に貢献した。ただし幇助犯の幸徳秋水についてはこれを担当していない。大逆事件の公判時には担当検事として社会主義者の多くから憎しみを買い、自宅に硫酸の入った瓶を投げつけられるに至って警官に門前を警備させざるを得なくなっている。
検事総長在職中に起きた京都学連事件では、林頼三郎司法次官、各控訴院検事長、各府県特別高等警察（特高）課長らと協議した上で、私有財産制度の否認を理由とした治安維持法の初めての適用に関わった。また特高に対しては拷問を禁止する一般的指示権を発動、それ以後は特高による拷問が激減した。司法官として小山は、無差別テロ・軍事クーデター・高官汚職のいずれに対しても厳しい姿勢をとった。人脈的には平沼騏一郎 - 鈴木喜三郎 - 小山と連なりさらに塩野季彦へと続く、いわゆる思想検事系列を形成立していったとみられている。
司法大臣のときは中国との戦争に反対、このことから荒木貞夫陸軍大臣と対立した時期があった。一方で1936年4月、弁護士会無所属の弁護士（いわゆる非弁）を違法化した法律事務取扱の取締に関する法律を施行し、このことにより全国に数十万人の人口があったとされる無所属の弁護士を失職させた。この時期に神兵隊事件の公判を指揮している。帝人事件では特に捜査を止めなかった。
1934年（昭和9年）には急死した水町袈裟六に替わり法政大学総長に就任、野上豊一郎と森田草平の対立に端を発した学内紛争（いわゆる法政騒動）を収拾した。この頃には荒木陸相との関係を修復して学内に招聘している。法政大学総長として東京六大学野球を熱心に支援したのも小山である。1936年（昭和11年）にはやはり急死した獨逸学協会中学校の司馬亨太郎に替わって校長に就任し、1946年1月まで務めた。
1948年（昭和23年）3月27日、脳溢血のため目黒区平町の自宅で死去。

## 人物
弓道家として知られ、1931年（昭和6年）には範士となっている。武芸に詳しく、古武道振興会の初代会長、大日本武徳会の顧問なども務めている。
妻の正尾は養父・小山高光の長女。娘は建築家山下啓次郎の次男と結婚。二人の次男にジャズピアニスト山下洋輔がいる。二女・豊は北海道炭鉱汽船夕張病院長伊藤金三郎に嫁ぎ、子に外科医の伊藤宏、孫に通訳のベルジュロ伊藤宏美。
兄の高瀬羽皐（高瀬真卿）はジャーナリスト、社会事業家で、日本最初の予備感化院（のち東京感化院）を創設した。羽皐の婚外子の娘・倭文子は社会主義者の猪俣津南雄と結婚の後に労働運動家の高野実と再婚し、高野孟と津村喬は羽皐の孫にあたる。

## 栄典
- 1913年（大正2年）4月22日 - 正五位[15]
- 1927年（昭和2年）12月28日 - 従三位[16]

## 著作
- 『「ソヴイエト」露国の司法制度及び訴訟手続』《法曹会『法曹会雑誌』第1巻1号-6号》1923年4月-9月。なお、同7号は 関東大震災の報となった。
- 『刑事訴訟法提要』（法政大学、1929年）
- 『名判官物語』（中央公論社、1941年）